# Alchemilla bakeri
Alchemilla bakeri är en rosväxtart som beskrevs av De Wild.. Alchemilla bakeri ingår i släktet daggkåpor, och familjen rosväxter. Inga underarter finns listade i Catalogue of Life.